# Kirchenpaueria biseptata
Kirchenpaueria biseptata är en nässeldjursart som beskrevs av Blackburn 1938. Kirchenpaueria biseptata ingår i släktet Kirchenpaueria och familjen Kirchenpaueriidae. Inga underarter finns listade i Catalogue of Life.